# Adolf Wingler
Adolf Wingler (* 27. Mai 1898 in Freiburg im Breisgau; † 30. August 1986) war ein deutscher Jurist.

## Leben
Wingler nahm als Freiwilliger im Offiziersrang am Ersten Weltkrieg teil, in dem er seinen rechten Arm verlor. Nach Kriegsende studierte er in Freiburg Rechtswissenschaft, trat 1924 in den badischen Justizdienst ein und wurde 1927 Direktor des Bezirksgefängnisses Karlsruhe. Noch vor der sogenannten Machtergreifung der NSDAP leitete er 1933 als Oberregierungsrat die Abteilung Strafvollzug im Badischen Justizministerium in Karlsruhe. 1937 trat er in die NSDAP ein, und im selben Jahr kam er als Oberstaatsanwalt zur Staatsanwaltschaft am Oberlandesgericht München. Trotz seiner schweren Verwundung aus dem Ersten Weltkrieg wurde Wingler auch im Zweiten Weltkrieg wieder für zwei Jahre einberufen und tat ab Sommer 1941 als Hauptmann in Italien Dienst.
Nach Kriegsende arbeitete Wingler im Vorstand der Landesstrafanstalt Freiburg und als Referent für Strafvollzug im Land Baden. Vom 1. Dezember 1949 bis 1955 war er Präsident des Landgerichts Waldshut, vom 1. Dezember 1955 bis zu seiner Pensionierung am 30. November 1963 Präsident des Landgerichts Heilbronn. Mit ein Grund für die Besetzung dieser Stelle im Norden des württembergischen Landesteiles mit einem Südbadener waren nach Aussage von Justizminister Wolfgang Haußmann die Bestrebungen des Justizministeriums, freiwerdende Stellen „landsmannschaftlich verschieden“ zu besetzen, um so das „Zusammenwachsen der Landesteile durch persönliches Kennenlernen und einen unmittelbaren Kontakt in die Tat umzusetzen.“
Wingler war Vorstandsmitglied oder Vorsitzender mehrerer Richter- und Notarvereine. Im Gebiet der Straffälligen- und Bewährungshilfe trat er durch mehrere Schriften hervor und war von 1960 bis 1973 Vorsitzender des Landesverbands für Straffälligenhilfe Württemberg bzw. später des Vereins für Straffälligenhilfe in Baden-Württemberg, zu dessen Ehrenvorsitzendem er anlässlich seines Abschieds vom Vorsitz ernannt wurde. 1972 bestellte ihn der Landtag von Baden-Württemberg in die Kommission zur Wahrung des Briefgeheimnisses sowie des Post- und Fernmeldegeheimnisses, der er mehrere Jahre angehörte, zuletzt als deren Vorsitzender.
Wingler, dessen private Neigungen im musischen Bereich lagen, war verheiratet und hatte vier Kinder. Anlässlich seiner Versetzung ans Landgericht Heilbronn zog er mit seiner Familie nach Heilbronn und verbrachte nach seiner Pensionierung dort seinen Lebensabend.

## Auszeichnungen
- Erster Weltkrieg: Ritterkreuz des Ordens vom Zähringer Löwen[1]
- 1964: Großes Verdienstkreuz des Verdienstordens der Bundesrepublik Deutschland[11]
- 1975: Verdienstmedaille des Landes Baden-Württemberg[12]
- 1983: Medaille des Landtags Baden-Württemberg in Silber[3]